# Las novas del papagay

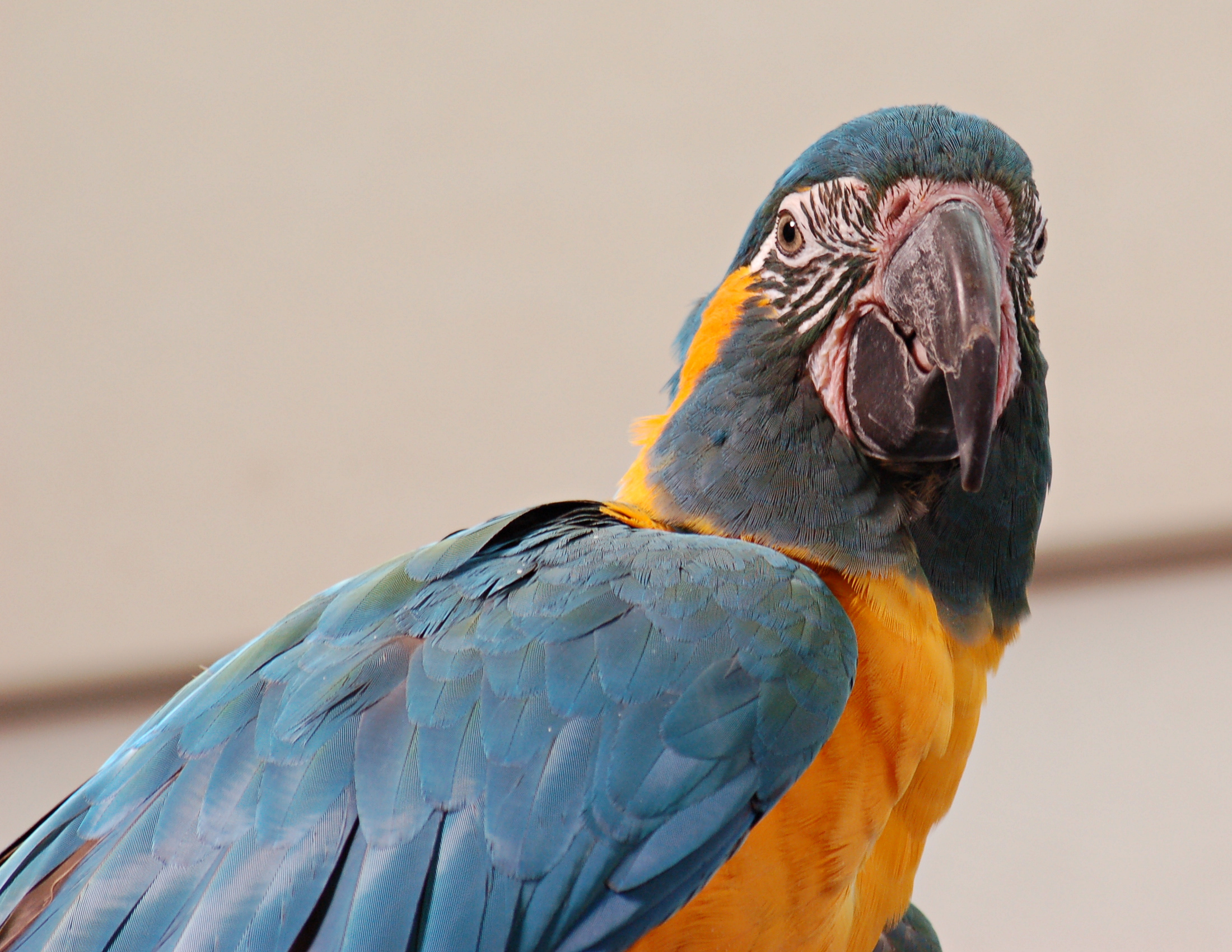

Las novas del papagay (en graphie normalisée : Las nòvas del papagai, c'est-à-dire « les nouvelles du perroquet ») est une nòva occitane du XIIe siècle ou du XIIIe siècle signée en conclusion du nom du troubadour Arnaut de Carcassés (dont il s'agit d'ailleurs de la seule œuvre connue) ; elle appartient au topos du castia gilos (les autres grands textes de ce genre sont justement la nòva du castia gilos et le roman de Flamenca) qui conte une infidélité légitime (dans le cadre de l'idéologie littéraire de la Fin'amor) d'une femme victime d'un époux maladivement jaloux.
Deux manuscrits nous transmettent à ce jour le texte de cette nòva et sont mentionnés par les lettres R (inclus dans le Chansonnier Urfé o de la Valière, enregistré à la BNF sous le numéro fr 22543) et J.
Cette nòva est sans doute l'une des sources d'inspiration du roman arthurien Le Chevalier au papegau.

## Synopsis
Un perroquet éloquent vient visiter une dame mariée (enfermée dans son jardin et surveillée par des gardes à l'initiative d'un mari jaloux) au nom de son maître afin de lui demander qu'elle lui octroie son amour qu'il dit désirer plus que tout au monde. Dame et perroquet discutent (elle s'y oppose au commencement, déclarant aimer son époux) et la première finit par céder. Le perroquet met alors le feu au château et distrait ainsi les gardes en donnant aux nouveaux amants l'occasion de s'aimer intensément au moins une fois dans le jardin.